# Достатня статистика
Достатня статистика для параметра {\displaystyle \theta \in \Theta ,\;} що визначає деяке сімейство {\displaystyle F_{\theta }} розподілів ймовірності — статистика {\displaystyle T=\mathrm {T} (X),\;} така, що умовна імовірність вибірки {\displaystyle X=X_{1},X_{2},\ldots ,X_{n}\;} при даному значенні {\displaystyle \mathrm {T} (X)\;} не залежить від параметра {\displaystyle \theta \;.} Тобто виконується рівність:
{\displaystyle \mathbb {P} (X\in {\bar {X}}|\mathrm {T} (X)=t,\theta )=\mathbb {P} (X\in {\bar {X}}|\mathrm {T} (X)=t),\,}
Достатня статистика {\displaystyle \mathrm {T} (X),\;} таким чином містить у собі всю інформацію про параметр {\displaystyle \theta \;,} що може бути одержана на основі вибірки X. Тому поняття достатньої статистики широко використовується в теорії оцінки параметрів.
Найпростішою достатньою статистикою є сама вибірка {\displaystyle \mathrm {T} (X)=X,\;} проте справді важливими є випадки коли величина достатньої статистики значно менша від величини вибірки, зокрема коли достатня статистика виражається лише кількома числами.
Достатня статистика {\displaystyle S=\mathrm {S} (X)\;} називається мінімальною достатньою, якщо для кожної достатньої статистики T існує невипадкова вимірна функція g, що {\displaystyle S(X)=g(T(X))} майже напевно.

## Теорема факторизації
Теорема факторизації дає спосіб практичного знаходження достатньої статистики для розподілу ймовірності. Вона дає достатні і необхідні умови достатності статистики і твердження теореми іноді використовується як означення.
Нехай {\displaystyle \mathrm {T} (X)\;} — деяка статистика, а {\displaystyle f_{\theta }(x)} — умовна функція щільності чи функція ймовірностей (залежно від виду розподілу) для вектора спостережень X. Тоді {\displaystyle \mathrm {T} (X)\;} є достатньою статистикою для параметра {\displaystyle \theta \in \Theta ,\;} якщо і тільки якщо існують такі вимірні функції h і g, що можна записати:
{\displaystyle f_{\theta }(x)=h(x)\,g(\theta ,\mathrm {T} (x))\,\!}

### Доведення
Нижче подано доведення для часткового випадку коли розподіл ймовірностей є дискретним. Тоді {\displaystyle f_{\theta }(x)=\mathbb {P} (X=x|\theta )} — функція ймовірностей. Нехай дана функція має факторизацію, як у твердженні теореми і {\displaystyle \mathrm {T} (x)=t.}
Тоді маємо:
{\displaystyle {\begin{aligned}\mathbb {P} (X=x|\mathrm {T} (X)=t,\theta )&={\frac {\mathbb {P} (X=x|\theta )}{\mathbb {P} (\mathrm {T} (X)=t|\theta )}}&={\frac {h(x)\,g(\theta ,\mathrm {T} (x))}{\sum _{x:\mathrm {T} (x)=t}h(x)\,g(\theta ,\mathrm {T} (x))}}\\&={\frac {h(x)\,g(\theta ,t)}{\sum _{x:\mathrm {T} (x)=t}h(x)\,g(\theta ,t)}}&={\frac {h(x)\,}{\sum _{x:\mathrm {T} (x)=t}h(x)\,}}.\end{aligned}}}
Звідси бачимо, що умовна ймовірність вектора X при заданому значенні статистики {\displaystyle \mathrm {T} (X)\;} не залежить від параметра і відповідно {\displaystyle \mathrm {T} (X)\;} — достатня статистика.
Навпаки можемо записати:
{\displaystyle \mathbb {P} (X=x|\theta )=\mathbb {P} (X=x|\mathrm {T} (X)=t,\theta )\cdot \mathbb {P} (\mathrm {T} (X)=t|\theta ).\,}
З попереднього маємо, що перший множник правої сторони не залежить від параметра {\displaystyle \theta \;} і його можна взяти за функцію h(x) з твердження теореми. Другий множник є функцією від {\displaystyle \theta \;} і {\displaystyle \mathrm {T} (X),\;} і його можна взяти за функцію {\displaystyle g(\theta ,\mathrm {T} (x)).} Таким чином одержано необхідний розклад, що завершує доведення теореми.

## Приклади

### Розподіл Бернуллі
Нехай {\displaystyle X_{1},X_{2},\ldots ,X_{n}\;} — послідовність випадкових величин, що рівні 1 з імовірністю p і рівні 0 з імовірністю 1 - p (тобто мають розподіл Бернуллі). Тоді
{\displaystyle \mathbb {P} (x_{1},\ldots x_{n}|p)=p^{\sum x_{i}}(1-p)^{n-\sum x_{i}}=p^{\mathrm {T} (x)}(1-p)^{n-\mathrm {T} (x)}\,\!}
якщо взяти {\displaystyle \mathrm {T} (X)=X_{1}+\ldots +X_{n}.\,\!}
Тоді дана статистика є достатньою згідно з теоремою факторизації, якщо позначити
{\displaystyle g(p,\mathrm {T} (x_{1},\ldots x_{n}))=p^{\mathrm {T} (x_{1},\ldots x_{n})}(1-p)^{n-\mathrm {T} (x_{1},\ldots x_{n})}\,}
{\displaystyle h(x_{1},\ldots x_{n})=1}

### Розподіл Пуассона
Нехай {\displaystyle X_{1},X_{2},\ldots ,X_{n}\;} — послідовність випадкових величин з розподілом Пуассона. Тоді
{\displaystyle \mathbb {P} (x_{1},\ldots x_{n}|\lambda )={e^{-\lambda }\lambda ^{x_{1}} \over x_{1}!}\cdot {e^{-\lambda }\lambda ^{x_{2}} \over x_{2}!}\cdots {e^{-\lambda }\lambda ^{x_{n}} \over x_{n}!}=e^{-n\lambda }\lambda ^{(x_{1}+x_{2}+\cdots +x_{n})}\cdot {1 \over x_{1}!x_{2}!\cdots x_{n}!}=e^{-n\lambda }\lambda ^{\mathrm {T} (x)}\cdot {1 \over x_{1}!x_{2}!\cdots x_{n}!}}

де {\displaystyle \mathrm {T} (X)=X_{1}+\ldots +X_{n}.\,\!}
Дана статистика є достатньою згідно з теоремою факторизації, якщо позначити
{\displaystyle g(p,\mathrm {T} (x_{1},\ldots x_{n}))=e^{-n\lambda }\lambda ^{\mathrm {T} (x)}\,}
{\displaystyle h(x_{1},\ldots x_{n})={1 \over x_{1}!x_{2}!\cdots x_{n}!}}

### Рівномірний розподіл
Нехай {\displaystyle X_{1},X_{2},\ldots ,X_{n}\;} — послідовність рівномірно розподілених випадкових величин {\displaystyle X_{1},X_{2},\ldots ,X_{n}\;~U(a,b)} . Для цього випадку
{\displaystyle \mathbb {P} (x_{1},\ldots x_{n}|\lambda )=\left(b-a\right)^{-n}\mathbf {1} _{\{a\,\leq \,\min _{1\leq i\leq n}X_{i}\}}\mathbf {1} _{\{\max _{1\leq i\leq n}X_{i}\,\leq \,b\}}.}
Звідси випливає, що статистика {\displaystyle T(X)=\left(\min _{1\leq i\leq n}X_{i},\max _{1\leq i\leq n}X_{i}\right)\,} є достатньою.

### Нормальний розподіл
Для випадкових величин {\displaystyle X_{1},X_{2},\ldots ,X_{n}\;} з нормальним розподілом {\displaystyle {\mathcal {N}}(\mu ,\,\sigma ^{2})} достатньою статистикою буде {\displaystyle \mathrm {T} (X)=\left(\sum _{i=1}^{n}X_{i},\sum _{i=1}^{n}X_{i}^{2}\right)\,.}

## Властивості
- Для достатньої статистики T та бієктивного відображення {\displaystyle \phi } статистика {\displaystyle \phi (T)} теж є достатньою.
- Якщо {\displaystyle \delta (X)} — статистична оцінка деякого параметра {\displaystyle \theta ,} {\displaystyle \mathrm {T} (X),\;} — деяка достатня статистика і {\displaystyle \delta _{1}(X)={\textrm {E}}[\delta (X)|T(X)]} то {\displaystyle \delta _{1}(X)} є кращою оцінкою параметра в сенсі середньоквадратичного відхилення, тобто виконується нерівність

{\displaystyle {\textrm {E}}[(\delta _{1}(X)-\vartheta )^{2}]\leq {\textrm {E}}[(\delta (X)-\vartheta )^{2}]}
причому рівність досягається лише коли {\displaystyle \delta } є вимірною функцією від T. (Теорема Рао — Блеквела)
- З попереднього одержується, що оцінка може бути оптимальною в сенсі середньоквадратичного відхилення лише коли вона є вимірною функцією мінімальної достатньої статистики.
- Якщо статистика {\displaystyle T=\mathrm {T} (X),\;} є достатньою і повною (тобто з того, що {\displaystyle E_{\theta }[g(T(X))]=0,\,\forall \theta \in \Theta } випливає, що {\displaystyle P_{\theta }(g(T(X))=0)=1\,\forall \theta \in \Theta }), то довільна вимірна функція від неї є оптимальною оцінкою свого математичного сподівання.